# Gladys Elizabeth Baker
Gladys Elizabeth Baker (Iowa City, 22 de julio de 1908 - Peoria, 7 de julio de 2007) fue una micóloga, botánica, y docente estadounidense, cuyas investigaciones se centraron en la educación biológica y micológica, y el estudio morfológico de fructificaciones de los mixomicetes (Baker 1933). Contribuyó aún más a estudios para el Programa de Investigación Integrada de los ecosistemas insulares del Programa Biológico Internacional de Estados Unidos.

## Biografía
En 1926, se graduó con honores del Iowa City High School, y posteriormente realizó una gira por Europa con su hermana mayor, Frances. Y, se especializó en historia y en botánica, con especialización en zoología por sus estudios de pregrado en la Universidad de Iowa en 1930. Continuó en lo académico, para su grado de maestría en micología, y de menor importancia en embriología, en la Universidad de Iowa, bajo la dirección del micólogo George Willard Martin. En 1931, pasó un verano en el Friday Harbor Marine Lab de la Universidad de Washington, investigando en zoología de invertebrados y del fitoplancton marino.

### Carrera
Después de graduarse, con la defensa de la tesis de maestría, sobre el estudio morfológico de fructificaciones mixomicetales, publicado en 1933 por la Universidad de Iowa en "Estudios de Historia Natural", la emplea T.H. McBride como artista biológica. Así, luego dibujó ilustraciones para T.H. McBride y G.W. Martin, en 1934, la monografía mundial de "Los Myxomycetes", hoy publicada por Macmillan Co. de Nueva York.
Poco después, en 1933, Baker pasó al doctorando en micología en la Universidad de Washington en San Luis, bajo la dirección y orientación de Carroll William Dodge. Se le concede la Beca Jessie R. Barr, Baker estudió micología en general, así como micología médica durante dos años, ocupando un año posdoctoral en el Departamento de Botánica de la Universidad de Washington. Durante este año, estudió muestras únicas de líquenes, e interacciones con sus parásitos obtenidos durante una expedición antártica controversial. Baker también llevó a cabo un estudio monográfico significativa del género Helicogloea de 1933 a 1935 En medio de su investigación monográfica en 1934, fue elegida miembro de Sigma Xi en la Universidad de Washington y luego dimitió de su cargo en el posdoctorado para enseñar, en el Departamento de Biología en el Hunter College de Nueva York en 1936. Durante sus cuatro años allí, volvió a encender su pasión por la música.
Después de su salida de Vassar, viajó a la Universidad de Hawái, en Manoa, dando clases en la institución desde 1961 hasta 1973, así como numerosos proyectos llevados a cabo con aislamiento de hongos. Supervisó el trabajo de trece estudiantes de posgrado para estudios avanzados en micología general y médica.

## Algunas publicaciones
- Baker, G.E. 1933. A comparative morphological study of the myxomycete fructification. Univ. Iowa Studies, Studies *Nat History. 14:35
- Baker, G.E. 1944. Heterokaryosis in Penicillium notatum. Bull Torrey Bot Club. 71 ( 4): 367–373
- Baker, G.E. 1944. Nuclear behavior in relation to culture methods for Penicillium notatum. Westling Sci. 99:436
- 1945. Conidium formation in species of Aspergilli. Mycologia 37 (5): 582–600
- 1966. Inadvertent Distribution of Fungi. Reimpreso, 4 pp.
- 1968. Antimycotic activity of fungi isolated from Hawaiian soils. Mycologia 60 :559–570
- 1968. Fungi from the central Pacific region. Mycologia 60 (1): 196–201
- 1977. The prospect for mycology in the central Pacific. Harold L. Lyon Arboretum, Univ. de Hawái